# Melissa Martínez (peleadora)
Melissa Lisset Martínez Aceves (Ciudad de México, 18 de agosto de 1997) es una artista marcial mixta mexicana que compite en la división de peso paja femenino de Ultimate Fighting Championship (UFC). Anteriormente compitió en Combate Americas, donde fue la primera campeona de peso paja femenino en la historia de la promoción.

## Primeros años
Nació el 18 de agosto de 1997 en Ciudad de México, y desde pequeña se interesó por los deportes de combate, empezando a practicar karate. Melissa formaría parte de Bonebreakers MMA Team para iniciar su carrera como peleadora. Es la hermana mayor del también peleador David Martínez.

## Carrera de artes marciales mixtas

### Combate Americas
En 2017, Martínez fue fichada por la promoción Combate Américas (posteriormente llamada Combate Global) y fue programada para enfrentar a Yajaira Romo el 30 de junio en Combate Global 15 con una victoria por nocaut en el segundo asalto. El 11 de noviembre de ese mismo año, Martínez se enfrentó a Gloria Bravo en Copa Combate; ganó la pelea por nocaut técnico en el primer asalto.
Martínez se enfrentó a Ivanna Martinenghi el 20 de agosto de 2018 en Combate Estrellas 2, ganando la pelea por decisión unánime. Al mes siguiente, se enfrentó a Francis Hernández en Road to Combate, a quien venció por nocaut técnico en el primer asalto tras una serie de patadas.
Martínez se enfrentó a Caroline Gallardo el 26 de abril de 2019 en Combate 36: Reinas, ganando la pelea por nocaut técnico en el segundo asalto.

#### Campeona de Peso Paja
Posteriormente el 7 de diciembre de 2019, Martínez se enfrentó a Desiree Yanez por el campeonato femenino de peso paja en Combate Americas: Tito vs. Alberto para determinar a la campeona inaugural, llevándose la victoria por decisión unánime y saliendo invicta de la promoción. Pero ella tuvo que dejar vacante el título a raíz de firmar con UFC.

### Ultimate Fighting Championship
Con un invicto de 7-0, Martínez iba a hacer su debut promocional el 10 de septiembre de 2022 ante Hannah Cifers en UFC 279. Sin embargo, Cifers se retiró de la pelea por razones desconocidas, siendo reemplazada por Elise Reed. En el evento, Martínez perdió la pelea por decisión unánime y sufriendo la primera derrota de su carrera.
Martínez se enfrentó a Alice Ardelean el 19 de octubre de 2024 en UFC Fight Night 245. La pelea tuvo un final polémico, ya que cuando le propinó una patada a Ardelean, ésta le hizo creer al árbitro que recibió un golpe bajo haciendo que la pelea se detuviera. A pesar de esto, consiguió su primera victoria en UFC al ganar por decisión unánime.
Martínez se enfrentó a Fatima Kline el 12 de junio de 2025 en UFC on ESPN 70. Perdió la pelea por nocaut técnico en el segundo asalto.

## Campeonatos y logros
- Combate Americas
  - Campeonato de Peso Paja Femenino de Combate Americas (Una vez, primera)

## Récord de artes marciales mixtas
| Récord profesional | Récord profesional | Récord profesional |
| 10 peleas          | 8 victorias        | 2 derrota          |
| ------------------ | ------------------ | ------------------ |
| Nocaut             | 5                  | 1                  |
| Sumisión           | 0                  | 0                  |
| Decisión           | 3                  | 1                  |

| Resultado | Récord | Oponente           | Método                             | Evento                                 | Fecha                    | Ronda | Tiempo | Localización            | Notas                                           |
| --------- | ------ | ------------------ | ---------------------------------- | -------------------------------------- | ------------------------ | ----- | ------ | ----------------------- | ----------------------------------------------- |
| Derrota   | 8–2    | Fatima Kline       | TKO (patadas a la cabeza y golpes) | UFC on ESPN: Lewis vs. Teixeira        | 12 de julio de 2025      | 3     | 2:36   | Nashville, Tennessee    |                                                 |
| Victoria  | 8–1    | Alice Ardelean     | Decisión (unánime)                 | UFC Fight Night: Hernandez vs. Pereira | 19 de octubre de 2024    | 3     | 5:00   | Las Vegas, Nevada       |                                                 |
| Derrota   | 7–1    | Elise Reed         | Decisión (unánime)                 | UFC 279                                | 10 de septiembre de 2022 | 3     | 5:00   | Las Vegas, Nevada       |                                                 |
| Victoria  | 7–0    | Desiree Yanez      | Decisión (dividida)                | Combate Americas: Tito vs. Alberto     | 7 de diciembre de 2019   | 3     | 5:00   | Hidalgo, Texas          | Ganó el Campeonato de Peso Paja Femenino de CA. |
| Victoria  | 6–0    | Caroline Gallardo  | TKO (rodillazos y golpes)          | Combate 36: Reinas                     | 26 de abril de 2019      | 2     | 0:50   | Los Ángeles, California |                                                 |
| Victoria  | 5–0    | Francis Hernández  | TKO (patadas al cuerpo y golpes)   | Road to Copa Combate                   | 28 de septiembre de 2018 | 1     | 2:33   | Long Beach, California  |                                                 |
| Victoria  | 4–0    | Ivanna Martinenghi | Decisión (unánime)                 | Combate Estrellas 2                    | 20 de agosto de 2018     | 3     | 5:00   | Monterrey               |                                                 |
| Victoria  | 3–0    | Gloria Bravo       | TKO (patadas y golpes)             | Copa Combate 2017                      | 11 de noviembre de 2017  | 1     | 4:18   | Cancún                  |                                                 |
| Victoria  | 2–0    | Yajaira Romo       | KO                                 | Combate 15                             | 30 de junio de 2017      | 2     | 2:45   | Ciudad de México        |                                                 |
| Victoria  | 1–0    | Iliana López       | TKO (golpes)                       | Xtreme Combat 32                       | 14 de mayo de 2016       | 1     | 0:57   | Ciudad de México        |                                                 |